# 29 d'Aquari
29 d'Aquari (29 Aquarii) és una estrella blanca de la seqüència principal del tipus A2V de la constel·lació d'Aquari. Té una magnitud aparent de 6,39. Està aproximadament a 471,33 anys llum. La seva companya en un sistema estel·lar binari és una gegant taronja (K0III).